# Petrosia intermedia
Petrosia intermedia är en svampdjursart som först beskrevs av Voldemar Czerniavsky 1880.  Petrosia intermedia ingår i släktet Petrosia och familjen Petrosiidae.
Artens utbredningsområde är Svarta Havet.

## Underarter
Arten delas in i följande underarter:
- P. i. dioscuriae
- P. i. similis
- P. i. taurica
- P. i. horhippiana